# Mogersdorf
Mogersdorf è un comune austriaco di 1 154 abitanti nel distretto di Jennersdorf, in Burgenland; ha lo status di comune mercato (Marktgemeinde). Il 1º gennaio 1971 ha inglobato i comuni soppressi di Deutsch Minihof e Wallendorf.

## Geografia
Le comuni catastali sono Deutsch Minihof, Mogersdorf e Wallendorf.

## Storia

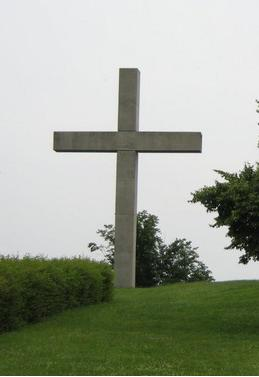
Croce in pietra a ricordo della battaglia contro i turchi nel 1664

Nei pressi di Mogersdorf, nel 1664, Raimondo Montecuccoli sconfisse l'armata turca nella battaglia di Mogersdorf (o "battaglia del fiume Raab" o "battaglia di San Gottardo"), dal nome di un'abbazia lì vicina (al di là del confine ungherese).